# Enquête exclusive
Enquête exclusive est une émission de télévision française diffusée sur M6 depuis le 11 septembre 2005 et présentée par Bernard de la Villardière.
Le magazine a visité plus de 51 pays, Du Panama à la Corée du Nord en passant par la Jordanie, le Tchad, Haïti ou le Koweït, Sans oublier la France, de la « jungle » de Calais à Marseille ou Nice.

## Principe

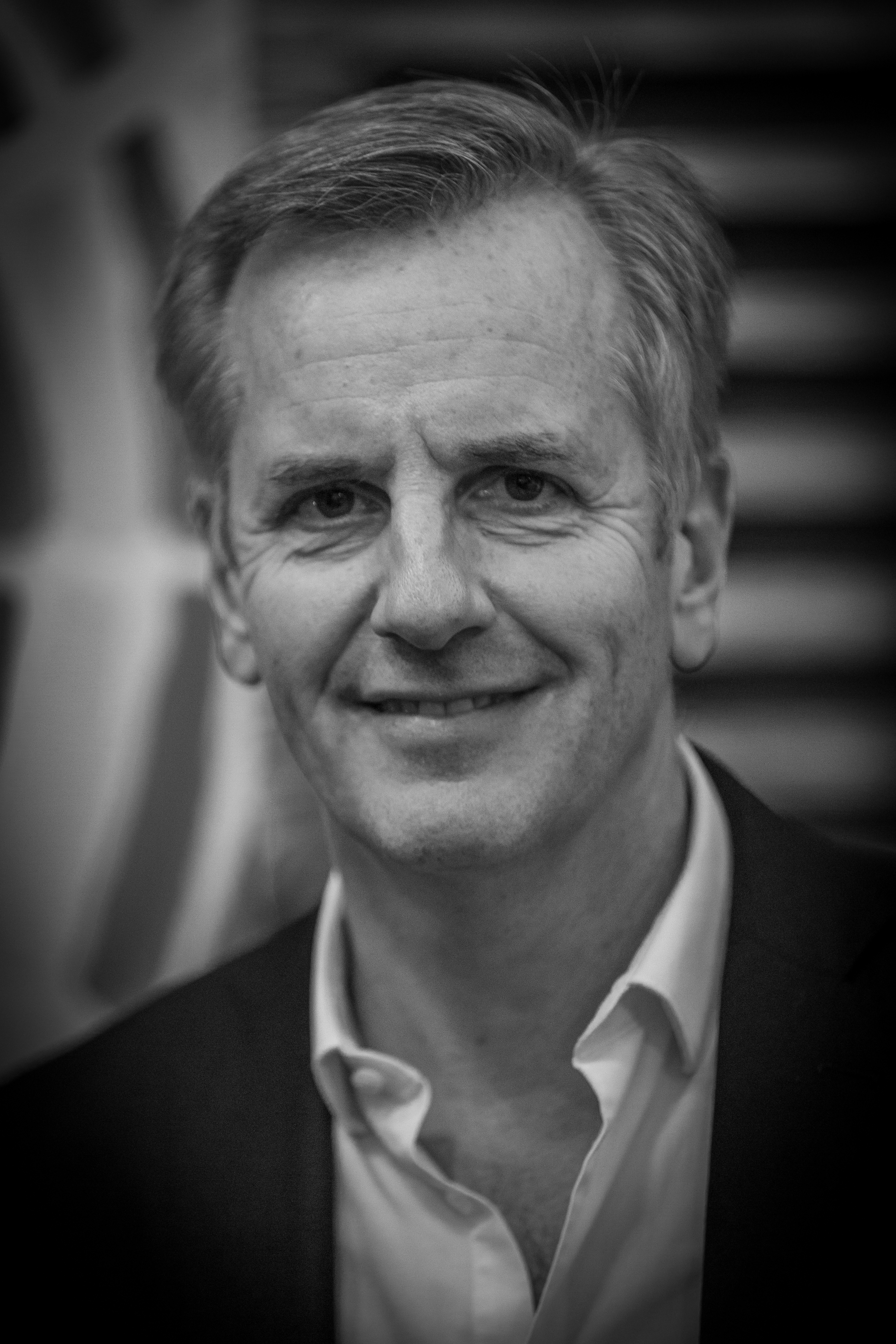
Bernard de La Villardière, Présentateur et Producteur de L'émission depuis sa création

Bernard de La Villardière parcourt le monde entier avec les équipes d'« Enquête exclusive » pour aborder tous les thèmes politiques, économiques, sociaux et culturels, Chaque numéro est constitué d'un reportage unique d'investigation.

## Historique
L'émission est programmée en deuxième partie de soirée tous les dimanches sur M6, après Capital ou Zone interdite.
- Du dimanche 11 septembre 2005 jusqu'au dimanche 17 août 2008, elle est diffusée en alternance avec Secrets d'actualité.
- Depuis le dimanche 31 août 2008, elle est diffusée tous les dimanches à 23:00.

Du mercredi 3 juin 2009 jusqu'au dimanche 30 décembre 2012, elle est parfois diffusée en première partie de soirée et intitulée pour l'occasion Enquête exclusive Grand Format.

## Audimat
Depuis le dimanche 31 août 2008 ou l'émission est devenue hebdomadaire, la deuxième partie de soirée la plus performante de M6. Une performance qui n’a rien à envier aux scores de ses prédécesseurs sur cette case horaire, Culture Pub et Secrets d'actualité.
À l'heure actuelle, Cette émission contribue pour une certaine part au succès de la chaîne avec en moyenne 1.3 million de téléspectateurs (12 % de part d'audience).

### Quelques audiences de l'émission
- l'émission du 16 septembre 2007, l’émission a réalisé un record de part de marché auprès des ménagères de moins de 50 ans (30,2 %). Avec « Brigade Financière : Flics contre Escrocs », près de 2.1 millions de fidèles ont été au rendez-vous, soit 21,5 % de part de marché.
- Le score historique du magazine, date de 9 décembre 2007, sur le sujet de « Dans les incroyables coulisses des Champs-Élysées » a fédéré 3,7 millions de téléspectateurs à ce jour-là.
- l'émission du dimanche 2 novembre 2008, a fédéré 2.40 millions de téléspectateurs suivaient le reportage dédié à la contrebande de cigarettes, soit 21,7 % du public présent devant son écran de télévision, en précisant qu’un « pic d’audience à 3.3 millions de téléspectateurs à 23h18 » a été enregistré.
- l'émission du dimanche 7 juin 2009, 2.09 millions de téléspectateurs ont regardé la police mexicaine dans sa lutte contre la « grande corruption », soit 18 % du public.
- l'émission du 26 septembre 2010, consacré à Londres, « capitale des extrêmes », attirait pour sa part 1.3 million de téléspectateurs de 23 heures à 00h15, pour 13,3 % de part de marché.
- l'émission du 18 septembre 2011, a enchanté 1.75 million de téléspectateurs, soit 14.6% du public.
- l'émission du 19 aout 2012, consacré à « Un été au coeur des urgences du bord de mer » l’émission a suivi le quotidien du personnel et des malades a fait le plein : 1.76 million de téléspectateurs, soit 21.6% de part de marché auprès de l’ensemble du public, Il s’agit de la meilleure part d’audience du magazine auprès de l’ensemble du public depuis juillet 2009.
- l'émission du 14 octobre 2012, s’est intéressé sur le thème « Chauffards, voleurs et trafiquants : autoroutes à haut risque » en réunissant 1.71 million de téléspectateurs. Côté part de marché, a rassemblé 19.2% du public (meilleur part de marché depuis mai 2010), avec 22% sur les moins de 50 ans.
- l'émission du 20 octobre 2013, baptisé « Poids lourds : la dangereuse guerre des routiers », a rassemblé 1.6 million de téléspectateurs, pour une part d’audience de 17.3% auprès de l’ensemble du public,
- l'émission du 16 novembre 2014, consacré à « Gendarmerie : peloton d’élite pour missions sensibles » a rassemblé 1.78 million de téléspectateurs en moyenne, La part d’audience a atteint 15% auprès de l’ensemble du public, et 21% auprès des ménagères de moins de 50 ans.
- l'émission du 26 avril 2015, baptisé « France - Espagne : l’autoroute de tous les trafics » 2.29 millions de téléspectateurs ont suivi l’émission. Au niveau de sa part de marché, Enquête exclusive a affiché 17.3%, un record depuis 2012. Sur la cible des ménagères de moins de 50 ans, a conquis 19.7% du public.
- l'émission du 22 novembre 2015, Bernard de la Villardière était aux commandes d’un Enquête exclusive en direct. avec le thème « Daesh : la multinationale du terrorisme » plus de 1.7 million de téléspectateurs ont pu mieux saisir le fonctionnement de l’organisation terroriste. En rassemblant 17.3% du public présent devant son petit écran jusqu’à 00h30, dont 22.3% des femmes de moins de 50 ans, L'émission a atteint son record d’audience depuis décembre 2013 sur les 4 ans et plus et depuis août 2014 sur les ménagères.
- l'émission du 21 février 2016, consacré sur une immersion au cœur de la brigade des mineurs de Nice, 1.74 million de téléspectateurs ont suivi le magazine de l’information. La part d’audience a atteint 15.3% auprès de l’ensemble des individus âgés de 4 ans et plus, et 24.9% auprès des femmes de moins de 50 ans responsables des achats.
- l'émission du 12 novembre 2017, consacré à Marcel Campion qui a annoncé au journaliste qu’il n’était pas prêt à lâcher ce combat Après la non-reconduction du marché de Noël sur les champs Elysées, Le programme a réuni 1.44 million de téléspectateurs en moyenne La part d’audience a atteint 14.2% auprès de l’ensemble du public âgé de 4 ans et plus, et 21% des femmes responsables des achats de moins de 50 ans responsables des achats..
- l'émission du 14 octobre 2018, s’est intéressé aux Mennonites, une communauté protestante refusant le monde moderne et obéissant aux traditions du XVIe siècle, a passionné 1.27 million de téléspectateurs, La part d’audience auprès des ménagères a atteint 24% tandis que l’enquête a convaincu 17.4% de l’ensemble du public.
- l'émission du 5 janvier 2020, sur le sujet de « Super Loto : quand l’Amérique touche le jackpot » a été suivi par 1.44 million de téléspectateurs, soit 14.3% du public.
- Lors de l'émission du 17 janvier 2021, consacré au «mystère Didier Raoult» a été regardée par près de 1,4 million de téléspectateurs en moyenne (17,2 % de PDA) ont regardé ce numéro inédit, permettant à «Enquête exclusive» de réaliser son meilleur score en part de marché depuis 2018.
- l'émission du 2 mai 2021, s’est intéressé sur «Nouveaux Squatteurs» a réuni 1,55 million téléspectateurs en moyenne. La part d’audience a atteint 15.3% auprès de l’ensemble des individus âgés de 4 ans et plus, il s'agit un record d'audience de Saison 2020-2021 pour le magazine de M6.
- l'émission du 14 mai 2023, consacrée à l'« Ultra-droite et groupes néo-nazis : la nouvelle menace terroriste », produite par Slug News[1], a été regardé par 992 000 téléspectateurs (13.3% de PDA).

## Récompenses
Depuis septembre 2005, le programme a reçu huit récompenses dont des lauriers du grand reporteur pour « Darfour : comment en est-on arrivé là ? », « Le désert de tous les dangers : des Français dans le piège du Sahel », et celui du documentaire de société pour « Dictature, paranoïa, famine : Bienvenue en Corée du Nord ».